# Digital Audio Broadcasting en Suisse

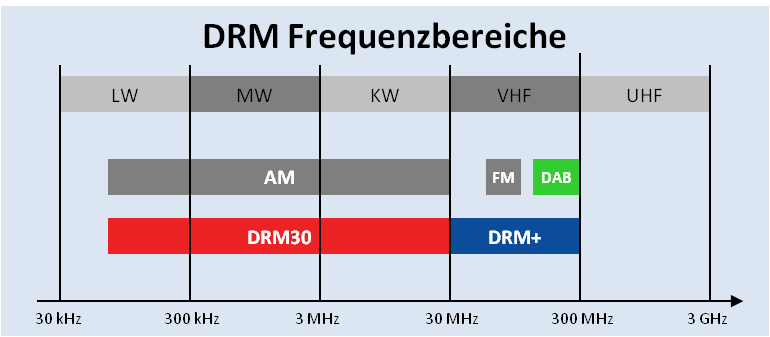
Plages

Le Digital Audio Broadcasting ou DAB est un mode de diffusion numérique de la radio en Suisse. Il est utilisé aujourd'hui comme alternative à l'offre en FM mais vise le remplacement de celle-ci d'ici 2026. En septembre 2023, le DAB représente 41 % du temps d'écoute de la radio, contre 40 % sur internet/TV et 19 % pour la FM, 39% de l'audience utilise encore la FM et 30% de la réception dans la voiture reste analogique. La norme utilisée est le DAB+. C'est du reste sous cet acronyme qu'est commercialisée la radio numérique terrestre en Suisse, ceci dans toutes les langues du pays. L'avantage de la radio numérique réside dans le fait que les fréquences utilisées peuvent être identiques lorsqu'on se déplace, que le nombre de stations diffusées sur une fréquence donnée peut être élevé, que les coûts de diffusion sont plus bas que pour la FM (mais le DRM+ a été recommandé pour les transmissions a petite échelle,,,,le DRM et la radio analogique ont aussi en général une avantage à cause des fréquences utilisées et le DRM30 pourrait être une bonne solution por remplacer l'AM sur les voitures électriques,,,,,, - La Suisse possède 5 fréquences AM, où chaque fréquence peut proposer jusqu'à 4 streams en DRM).
Contrairement à la radio par internet, le DAB+ est gratuit à la réception et anonyme (au moins théoriquement si l'appareil n'est jamais connecté ou peut-être aussi sans fil et éventuellement avec fibre optique et/ou des écouteurs fermés ou intra-auriculaires ou des stores et sans microphones conectés), comme le sont les stations FM similairement.

## Histoire du DAB en Suisse
Le DAB existe en Suisse officiellement depuis le 15 octobre 1999. L'offre se compose aujourd'hui de quatre ensembles (ou multiplexes) du service public (SRG SSR idée suisse), un pour chaque région linguistique du pays, et deux ensembles mixtes privé/public diffusés en Suisse alémanique (la couverture du 2e ensemble mixte est en cours d'extension). Un autre ensemble mixte est lancé en Suisse romande à la fin de l'été 2013.
Au début, les radios étaient diffusées uniquement avec la norme de base DAB. Depuis le 13 octobre 2008, un ensemble expérimental a été mis en service dans les Grisons. Cet ensemble, constitué exclusivement de radios du service public, diffuse à la fois des radios en norme DAB et en norme DAB+. L'expérience ayant été concluante, la nouvelle norme a été introduite au niveau national le 15 octobre 2009. Cela marque la première étape de la transition complète vers le DAB+ prévu d'ici 2015. Une transition progressive est en effet nécessaire car les premiers modèles de radio DAB ne sont pas compatibles avec le DAB+ et certains auditeurs sont donc contraints de s'équiper avec de nouveaux appareils.
C'est également le 15 octobre 2009 que le premier ensemble mixte privé/public a été lancé dans certaines régions de Suisse alémanique. Cet ensemble, constitué à la fois de radios privées et de radios du service public, est diffusé exclusivement en norme DAB+. La Suisse alémanique est entièrement couverte alors qu'un troisième ensemble a débuté dans la région zurichoise. Un ensemble similaire a également été lancé en Suisse romande en avril 2014, comprenant deux stations supplémentaires de la SSR ainsi que 13 radios privées romandes. À l'heure actuelle, le lancement d'un second bouquet n'est pas prévu en Suisse italienne.
Un troisième bouquet régional, piloté par la société Digris AG, est créé progressivement par région. En Suisse romande, une telle offre existe à Genève depuis mai 2014, Lausanne (novembre 2015) et Valais (novembre 2016). La norme DAB a été entièrement abandonnée depuis le 15.11.2016, au profit du DAB+ (meilleur taux de compression).
En Suisse, entre 30 et 100 stations peuvent être reçues selon les endroits, ceci en français, italien, romanche, suisse allemand, allemand, anglais, tamoul, albanais, arabe, espagnol, portugais, turc, ukrainien, farsi, dari et pachto.
- Voir les sources[23],[24]

Les réseaux doivent diffuser tous les programmes en 64 kbps minimum, sauf accord entre le diffuseur et l'exploitant.

## Remplacement de la FM
L'abandon de la FM est programmé pour 2026,,,,. Les fréquences pourraient être réassignes au DRM+ au fur et à mesure qu'elles se libèrent.
La SSR a arrêté d'émettre en FM à la fin de 2024,,, Il n'y aura plus de réception FM dans les tunnels.
Un avantage de l'arrêt est qu'il devrait être possible de capter plus de chaînes FM étrangères. Sinon, il vaudrait mieux de laisser quelques services seulement sur la FM et réduire le nombre de programmes dans chaque bouquet DAB+ pour améliorer la qualité du son.

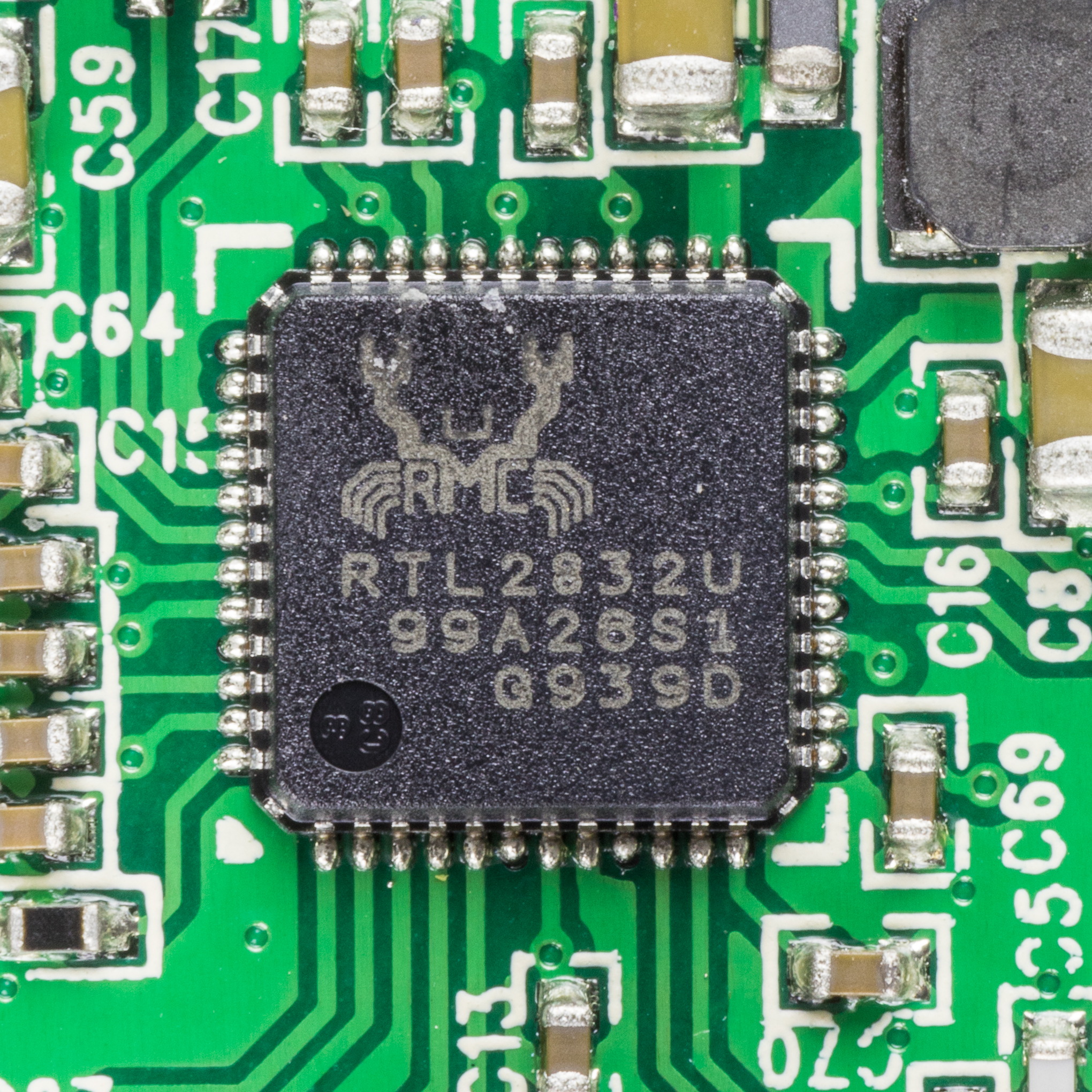
RTL2832U aussi pour DRM

### Réception
Les fréquences utilisés poor le DAB+ difficultent la réception intérieure et reduisent le rayon d'action par rapport à la FM.
DRM peut travailler entre 150 kHz et 174 MHz avec possibilité de coexistance de signaux analogiques et numériques et de réutiliser du matériel de transmission.
Avec un mauvais signal, la radio numérique est tout simplement coupée, pas seulement dégradée.
L'offre d'appareils ayant a la fois DAB+ et DRM semble être très limitée.
Dans beaucoup d'ensembles il y a du gaspillage car la bande passante pas utilisée n'est pas redistribuée aux chaînes existantes, par exemple, en assignant les CUs restantes selon la méthode D'Hondt d'accord a l'histoire de consommation des radiodiffuseurs.
Il y a aussi des chaînes dans un même bouquet qui transmettent le même contenu la plupart du temps.
Il est aussi possible que l'on reçoive la même chaîne sur plus d'un bouquet.
Avec certains fournisseurs, il est possible de recevoir quelques chaînes sur DAB+ Cable (peut être moins de quantité et moindre qualité que par l'air et il faudrait aussi vérifier que le récepteur soit compatible avant de l'acheter, sinon un convertisseur pourrait servir. Le convertisseur pourrait ne pas seulement empêcher la réception de certaines chaînes DAB+ par une antenne, mais aussi la FM),. Il est planifié d'abandonner la FM Cable pour donner de la place au upstream du DOCSIS 3.1 au lieu de dédier cet spectre aux radios fournissant leur meilleure qualité en FM,. Il existe aussi la radio DVB-C (attention qu'il y a maintenant des chaînes au moins en Allemagne qui utilisent AAC-LC vu que sinon la qualité du son est souvent basique, qu'il existent des appareils spécialisés et au risque d'obsolescence rapide vu que DVB-C2 devient une nécessité), mais il peut avoir encore d'autres stations chiffrées ou disponibles seulement par streaming sur la boîte TV. De toute façon, ce n'est pas assez de choix. Noter que ces options ne sont pas disponibles avec une connexion fibre ou DSL.
Il semble qu'il n'y a pas d'appareils capables de recevoir tant la FM, que le DAB+ Cable et la radio DVB-C AAC-LC, ce qui permettrait d'optimiser le spectre, peut-être en évitant ainsi le streaming. Il reste toujours la possibilité de passer au DVB-C2 et DOCSIS 4.0.

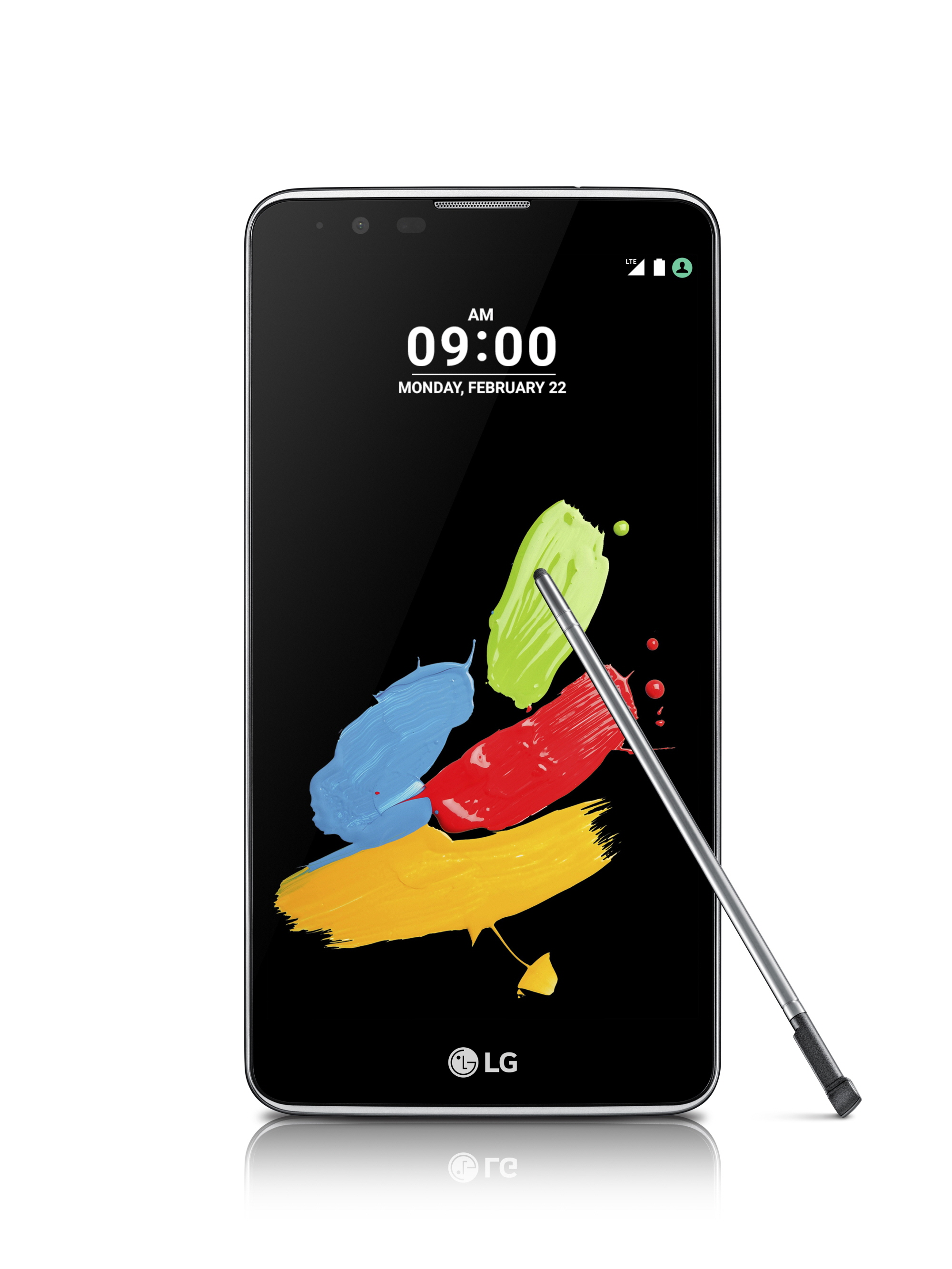
LG Stylus 2

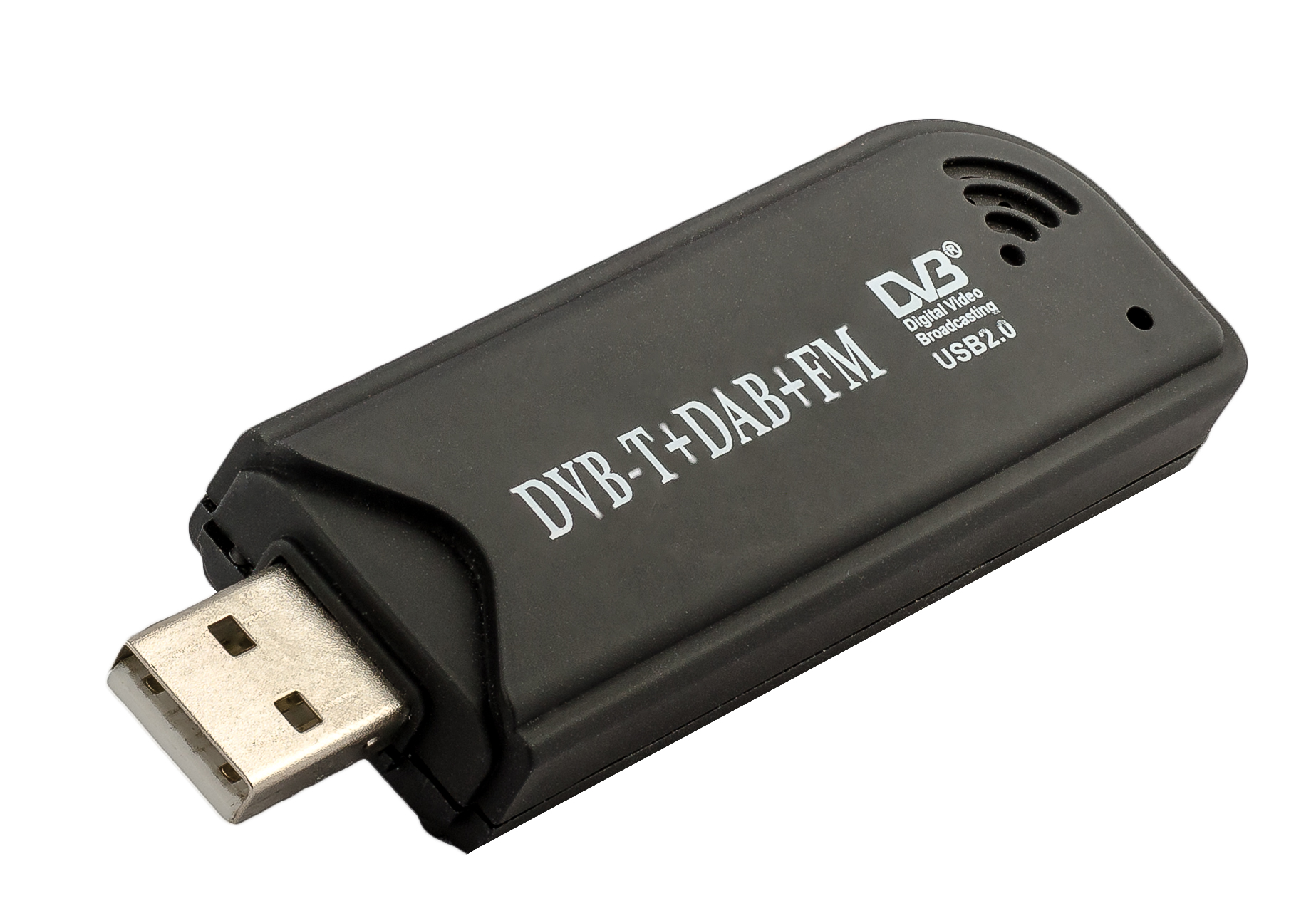
Module avec puce RTL2832U

### Mobiles
L'unicast est moins efficace que le multicast ou le broadcasting pour la communication de masse.
Il est possible que la fonctionnalité FM souvent cachée dans les téléphones mobiles soit encore activée,,,,
En 2016, LG avait produit un smartphone avec DAB+ mais sans FM. Après, autres de ses smartphones ont inclus seulement la FM (il est possible que d'autres modèles aient la fonctionnalité FM désactivée mais peut-être déjà activable pour certains).
Le câble en cuivre des écouteurs fonctionne comme une antenne.
Une technologie émergente est le 5G Broadcast,,,,., ce qui permettrait l'utilisation d'écouteurs sans fil sans devoir connecter un câble antenne a l'appareil. Ceci permettrat aussi de restaurer un service de TV mobile en Suisse, où il n'y a presque plus de trasmissions de télévision par l'air.
Il y a aussi des modules DAB+ pour smartphones.
Si le mode avion est bien implémenté, il devrait être possible de recevoir la radio terrestre.
Avec un logiciel gratuit ou un site général, on trouve beaucoup plus de stations jusqu'à MP3 320 kbps ou AAC+ 128 kbps sans besoin de passer par une multitude d'apps ou sites web ou compte utilisateur (mais pas toutes fonctionnent tout le temps). Certaines stations incluent la vidéo.
Quelques dispositifs ne reçoivent plus d'actualisations ou se detériorent rapidement,,,,,,,,,,,.
Un radiodiffuseur pourrait avoir une app cryptée si l'on préfère cela, mais le choix de radiodiffuseur ne sera pas anonyme sur le réseau, sauf si l'app marche aussi à travers un VPN (alors le VPN connaîtrait seulement le radiodiffuseur et le timestamp, peut-être pas très utile de lui cacher le contenu spécifique).
Un contenu pourrait être disponible seulement avec une application spécifique.
Une app nationale pourrait réduire la fragmentation.
Une app ou webapp du fournisseur "TV" que l'on a la maison pourrait donner accès a plus de chaînes, mais normalement il faut un login. Mais il est préférable d'avoir des fournisseur fixe et mobile différents au cas où l'un de deux tombe en panne (il faut vérifier qu'ils sont vraiment suisses et utilisent des réseaux mobiles différents et jeter un coup d’œil sur leurs fournisseurs. Pour le fixe, on peut préférer le câble pour la résilience TV, mais la fibre pour la sécurité - mais attention au équipement et conditions. On peut avoir besoin d'avoir et/ou d'éviter HbbTV,.). Il est aussi recommandé d'avoir au moins un service de téléphonie fixe basique en cas de nécessité.
Les apps pourraient ne pas être disponibles ou utilisables sur sa plateforme.
Les Fairphone 4 et 5 n'ont pas de FM ou minijack.
Certains appareils qui ont la FM pourraient recevoir la DRM avec une mise à jour logicielle.

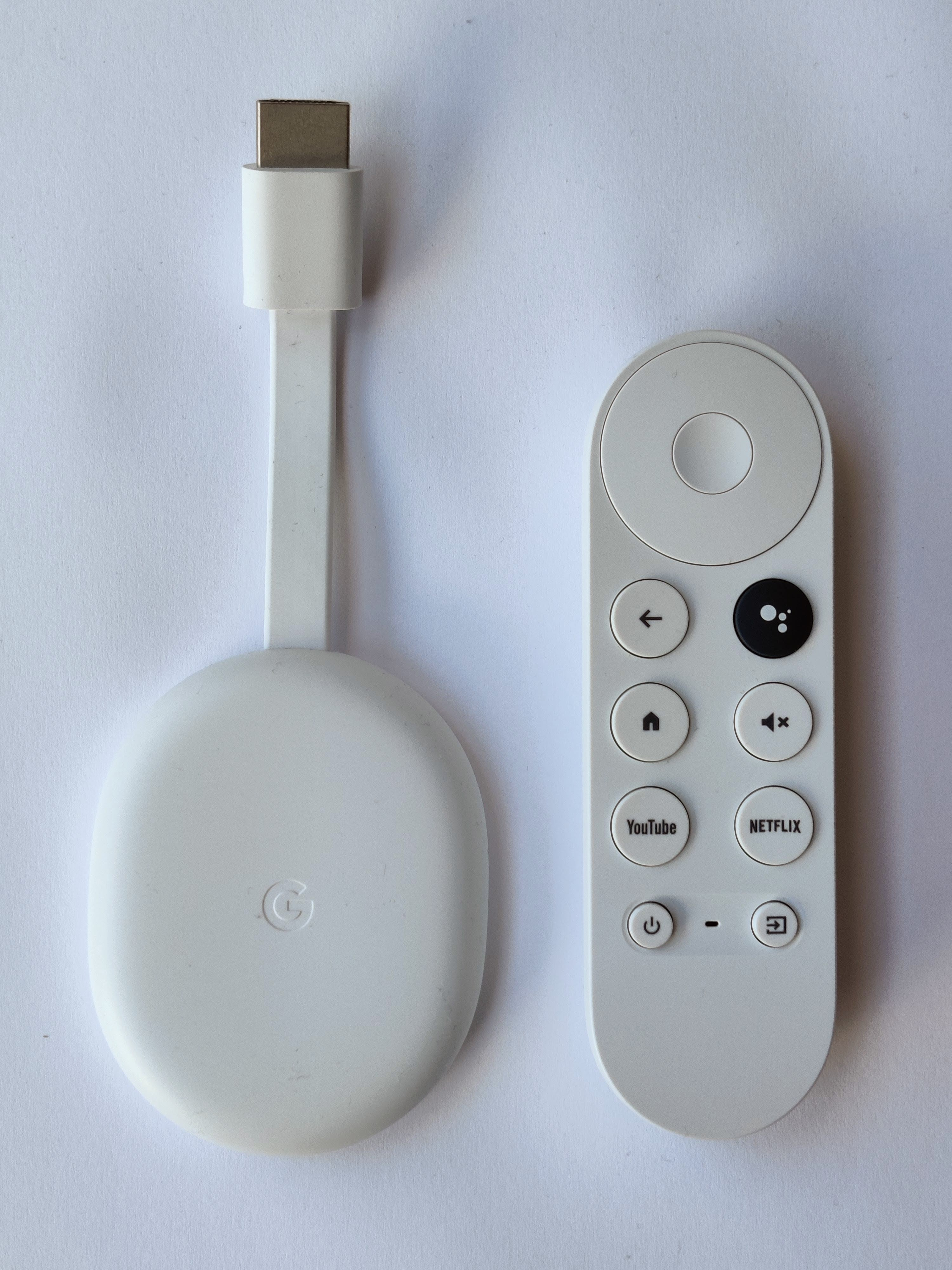
Module smartTV

### TVs
L'unicast est moins efficace que le multicast ou le broadcasting pour la communication de masse.
En 2020, la BBC a calculé la consommation moyenne des téléviseurs à 81 Wh par heure, tandis que pour les radios FM elle était de 13 Wh,,. Noter que au Royaume-Uni, il existe encore la TV terrestre.
Quelques téléviseurs peuvent s'éteindre quand il n'y a pas de signal, mais pas seulement l'écran quand il y a du son mais pas de vidéo (ou manuellement). Certains décodeurs n'ont pas du  matriçage du son et émettent toujours da la vidéo quand il n'y a que de l'audio.
Quelques TVs ne peuvent pas basculer automatiquement entre Dolby Digital et DTS Neo.
Le PIP peut-être fonctionne seulement quand une des sources est le récepteur intégré et quelques chaînes peuvent être disponibles seulement sur le décodeur fourni par l’opérateur.
Le décodeur fourni par l’opérateur peut ne pas donner accès au radios simplement en tapant le numéro de chaîne sur la télécommande, même si elle est transmise en DVB-C. Pour une meilleure expérience, avec un splitter, il pourrait être possible de brancher le câble directement à la TV (mais attention a la consommation électricité) ou a un décodeur DVB-C standard (attention qu'il y a maintenant des chaînes au moins en Allemagne qui utilisent AAC-LC vu que sinon la qualité du son est souvent basique, qu'il existent des appareils spécialisés et au risque d'obsolescence rapide vu que DVB-C2 devient une nécessité), mais il peut avoir des stations en streaming aux quelles on n'aura pas d’accès de cette façon.
Sur quelques smartTVs il existent des apps radio générales qui offrent l'accès à des podcasts et beaucoup plus de chaînes (mais peut-être pas tous les formats sont supportés). Il y a aussi des modules ou décodeurs avec cette fonctionnalité. Un compte utilisateur pourrait être nécessaire.
Normalement il n'est pas facile de naviguer et de connaître le niveau de compression directement sur la TV ou la qualité du stream.
Le micrologiciel des Smart TVs et des décodeurs peut-être actualisé automatiquement.
L'offre de chaînes sur le DAB+ n'est pas competitive contre les TVs, qui sont de plus en plus utilisés pour écouter la radio, même si l'on ne fait pas appel aux apps si l'on a un vrai abonnement "TV". Swisscom, par exemple, offre 369 chaînes radio (mais seulement 1 BBC). Pour la TV il faut aussi pas seulement regarder le nombre de chaînes (mais Sunrise perd en termes du choix de langue dans les programmes). On peut avoir besoin d'avoir et/ou d'éviter HbbTV,,.
Si le décodeur a une sortie audio pour amplificateur, il devrait être possible d'utiliser la TV seulement pour changer de chaîne et l'éteindre après ou continuer a l'utiliser comme moniteur (beaucoup des TVs sont moins adaptées mais ça pourrait être acceptable). On ne sera pas capable d’effectuer le matriçage à travers la TV et le CEC pourrait occasionner un changement automatique de source pas désiré). Si l'on veut écouter quelque chose sur l'ordinateur, on peut changer de source sur l'amplificateur momentanément.
Si l'on est disposé à utiliser la commande vocale, peut-être on pourrait utiliser ça pour changer de chaîne. Un décodeur pourrait être aussi télécommandé par un smartphone ou tablette supporté contrôlé au moins partiellement (et préférablement sans blobs) par une entreprise UE/EFTA (Les Fairphone 4 et 5 n'ont pas de FM ou minijack).
il est habituel que les Smart TV collectent des données, possiblement même quand on l'utilise comme moniteur,. Pour s'assurer de ne pas être espionné en plus par sa TV, il faudrait jamais la connecter (et elle pourrait théoriquement se reconnecter au WiFi automatiquement, alors c'est mieux de changes le mot de passe sur le point de accès et bloquer l'adresse MAC même si l'on n'a pas confiance dans "son" équipement réseau non plus - il vaut mieux seulement autoriser quelques dispositifs que de bannir quelques uns), mais alors on ne pourra pas recevoir des améliorations (il y a du matériel audio/vidéo qui peut être mis à jour par support physique, mais si la TV a été connecté auparavant, il vaut mieux le réinitialiser à l'état d'usine d'abord. On pourrait le faire aussi successivement si l'on a peur de l'avoir infecté avec une actualisation) et on aura payé trop cher pour un produit pas écologique vu que des fonctions resteraient inutilisées. Il ne faut pas oublier qu'il y a des câbles HDMI avec Ethernet. Le fournisseur de telecommunications est l'acteur principal qui pourrait faire aussi une collecte de données. Si l'on veut toujours faire du streaming, le décodeur fourni par l’opérateur pourrait avoir quelques apps, mais ce n'est pas obligatoirement mieux que si elles tournent sur la TV. Il est possible que ca soit mieux de tourner quelques-unes sur l'ordinateur ou streamer.
On peut aussi, par example, connaître quel programme de TV l'on regarde grâce a un compteur communicant,,,,. En Suisse, les compteurs peuvent être bidirectionnels ou unidirectionnels, ceci fait référence à la direction du courant, pas des données.

### Ordinateurs
L'unicast est moins efficace que le multicast ou le broadcasting pour la communication de masse.
Swiss Radioplayer semble être focalisé sur Android et iOS. Les radios étrangères présentes sur le DAB+ Suisse n'y sont pas incluses.
Avec un logiciel gratuit ou un site général, on trouve beaucoup plus de stations jusqu'à MP3 320 kbps ou AAC+ 128 kbps sans besoin de passer par une multitude d'apps ou sites web ou compte utilisateur (mais pas toutes fonctionnent tout le temps ou seulement en HLS,). Certaines stations incluent la vidéo.
Normalement il est facile de naviguer et de connaître la qualité du stream.
Quelques logiciels incluent des VU-mètres et un analyseur de spectre et aussi facilitent la recherche de streams par niveau de qualité.
Quelques programmes contiennent des fréquences un peu supérieures à 20 kHz (un CD normal peut répresenter jusqu'à 22,05 kHz).
La FM est limitée de 30 Hz à 15-18 kHZ. La plupart de la musique commerciale est masterisée pour la FM et les radios ajoutent leurs propres signatures (par exemple en utilisant un excitateur harmonique pour les hautes fréquences).

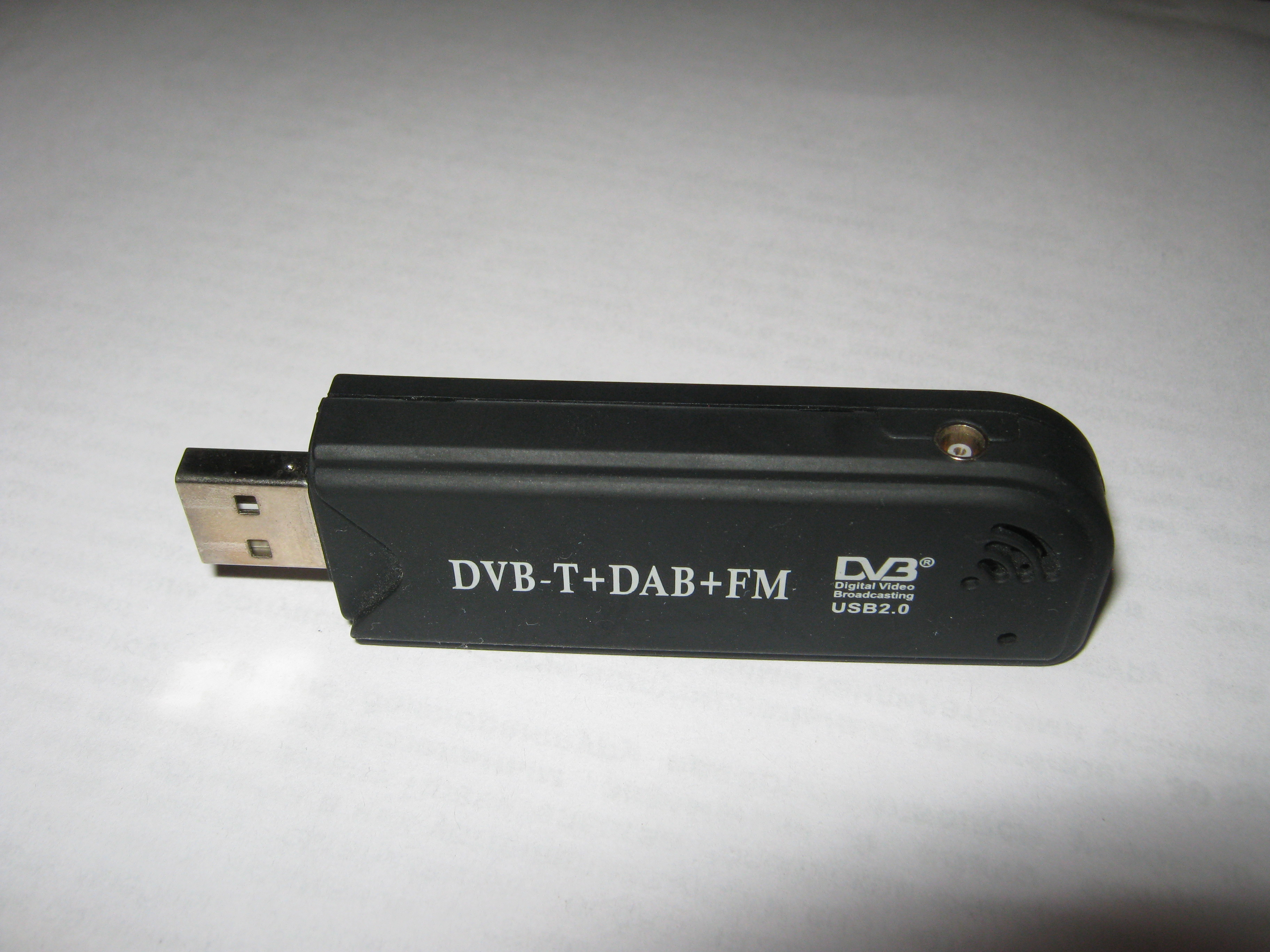
Module avec puce RTL2832U

Il y a aussi des modules DAB+ pour ordinateur.
Il est possible que l'écran de veille coupe aussi le son. Il peut y avoir plus d'une façon de procéder.
Quelques dispositifs ne reçoivent plus d'actualisations ou se détériorent rapidement.
Un radiodiffuseur pourrait avoir une application cryptée si l'on préfère cela, mais le choix de radiodiffuseur ne sera pas anonyme sur le réseau, sauf si l'app marche aussi à travers un VPN (alors le VPN connaîtrait seulement le radiodiffuseur et le timestamp, peut-être pas très utile de lui cacher le contenu spécifique).
Un contenu pourrait être disponible seulement avec une application spécifique.
Une application nationale pourrait réduire la fragmentation.
Une application ou webapp du fournisseur "TV" que l'on a la maison pourrait donner accès a plus de chaînes, mais normalement il faut un login. Mais il est préférable d'avoir des fournisseur fixe et mobile différents au cas où l'un de deux tombe en panne (il faut vérifier qu'ils sont vraiment suisses et utilisent des réseaux mobiles différents et jeter un coup d’œil sur leurs fournisseurs. Pour le fixe, on peut préférer le câble pour la résilience TV, mais la fibre pour la sécurité - mais attention au équipement et conditions. On peut avoir besoin d'avoir et/ou d'éviter HbbTV,.). Il est aussi recommandé d'avoir au moins un service de téléphonie fixe basique en cas de nécessité.
Les applications pourraient ne pas être disponibles ou utilisables sur sa plateforme.
Pas seulement un écran intelligent pourrait être espionné s'il est connecté au réseau, mais aussi les claviers. Il y a d'autres attaques sans fil,.Il peut avoir des claviers business avec au moins un meilleur chiffrage.
L'appareil pourrait être limité en qualité de sortie audio numérique, mais cela ne devrait être un problème pour les radios internet normales.

### Lecteurs réseau
L'unicast est moins efficace que le multicast ou le broadcasting pour la communication de masse.

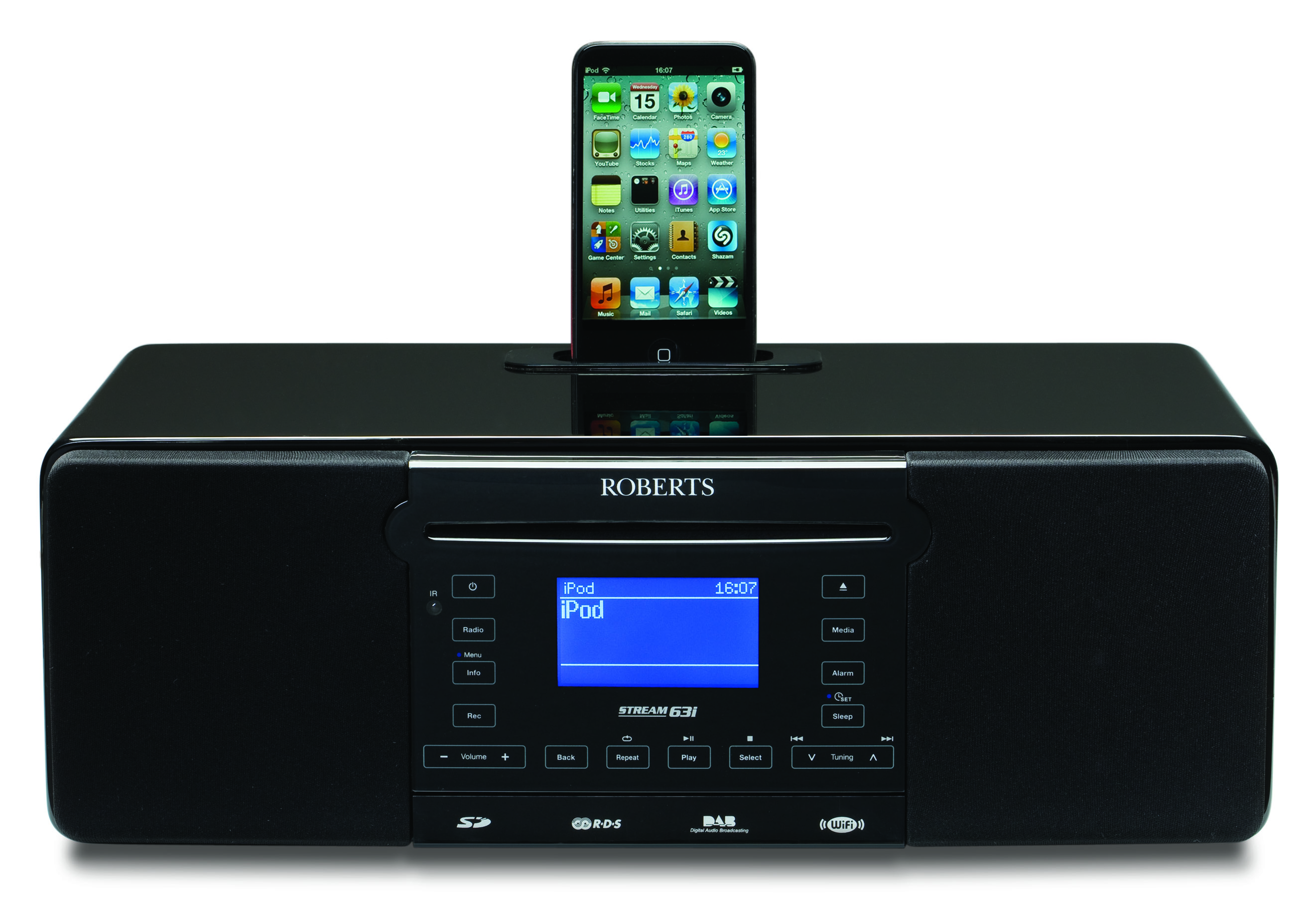
Enregistreur stéreo Wi-Fi/DAB+/FM/CD/MP3/WMA/USB/SDHC/podcast avec baie iPod

Matériel optimisé pour la radio internet. Certains supportent aussi le DAB+, la FM, podcasts, USB, SD, microSD, CD, SACD, DVD, Blu-ray, ou des services de streaming.
Quelques dispositifs sont seulement utilisables à partir d'un smartphone ou tablette et d'autres ont seulement une interface qui n'est pas idéale.
On trouve beaucoup plus de stations jusqu'à MP3 320 kbps ou AAC+ 128 kbps sans besoin de passer par une multitude d'apps ou sites web (mais peut-être pas tous les formats sont supportés).
Quelques programmes sur internet contiennent des fréquences un peu supérieures à 20 kHz (un CD normal peut répresenter jusqu'à 22,05 kHz).
La FM est limitée de 30 Hz à 15-18 kHZ. La plupart de la musique commerciale est masterisée pour la FM et les radios ajoutent leurs propres signatures  (par exemple en utilisant un excitateur harmonique pour les hautes fréquences).
Sur certains dispositifs, la radio internet,,,,,, ou certaines de ses fonctions ont été supprimés ou quelques chaînes ne marchent plus,. Une solution partielle gratuite existe dans certains cas.
Quelques dispositifs ne reçoivent plus d'actualisations.
Un contenu pourrait ne pas être disponible avec ces appareils.
Il pourrait être nécessaire d'ouvrir un compte chez le fournisseur du portail.

### Véhicules
L'unicast est moins efficace que le multicast ou le broadcasting pour la communication de masse.
Il n'y a pas d'appareils 1-DIN avec cassette et DAB+.
Un adaptateur DAB+ au lieu d'un remplacement de le stéréo peut ne pas être satisfaisant.
L'offre de chaînes sur un adaptateur DAB+ n'est pas competitive contre un smartphone.
Certains véhicules qui ont la DRM en AM pourraient recevoir la DRM en FM avec une mise à jour logicielle.

## Autres problèmes avec la radiodiffusion en Suisse
La Suisse n'a pas de TNT mobile depuis qu'elle a arrêtée les transmissions en DVB-T car presque toute la réception fixe se faisait par câble, IPTV, streaming, ou satellite.
La suisse n'a pas une solution TV anonyme qui ne soit pas satellitaire.

## Offre radio proposée

### 1erréseau: radios du service public
Les radios du service public sont opérées par la SRG SSR idée suisse. Le DAB a augmenté considérablement l'offre radiophonique dans certaines régions. Certaines radios n'étaient d'ailleurs, jusqu'ici, diffusées que par câble ou satellite, ce qui excluait toute écoute mobile. Cependant, il est reproché à la SSR d'avoir voulu trop remplir ses ensembles aux dépens de la qualité. L'arrivée de World Radio Switzerland, le 5 novembre 2007, a encore réduit le débit de certaines radios. Le débit des stations qui étaient en 64 kb/s est en effet passé à 56 kb/s (sauf sur l'ensemble tessinois). Pour limiter la baisse de qualité, le taux d'échantillonnage de ces mêmes stations est passé de 48 kHz à 24 kHz (bande passante audio limitée à 12 kHz).
Ce défaut a été partiellement corrigé avec l'introduction du DAB+ le 15 octobre 2009. La diffusion ne se fait plus qu'en DAB+ depuis le 15 novembre 2016. Notons que certaines stations publiques sont aussi diffusées sur les seconds bouquets, grâce à une collaboration public/privé.

#### Suisse romande(12A)
Diffusion sur le bloc 12A (223,936 MHz) de la SSR.
Zone de couverture: Cantons de Berne, Fribourg, Genève, Jura, Neuchâtel, Valais et Vaud.
| Station              | Type   | Emplacement | Mode   | Débit (kb/s) | Exclusif |
| -------------------- | ------ | ----------- | ------ | ------------ | -------- |
| RTS La Première      | Public | Local       | Stéréo | 72 / eAAC+   | Oui      |
| RTS La Première BIS  | Public | Local       | Stéréo | 48 / eAAC+   | Oui      |
| Espace 2             | Public | Local       | Stéréo | 96 / eAAC+   | Oui      |
| Couleur 3            | Public | Local       | Stéréo | 80 / eAAC+   | Oui      |
| Option Musique       | Public | Local       | Stéréo | 80 / eAAC+   | Oui      |
| Radio Swiss Classic  | Public | Écarté      | Stéréo | 72 / eAAC+   | Oui      |
| Radio Swiss Jazz     | Public | Écarté      | Stéréo | 64 / eAAC+   | Oui      |
| Radio Swiss Pop      | Public | Écarté      | Stéréo | 64 / eAAC+   | Oui      |
| RSI Rete Uno         | Public | Écarté      | Stéréo | 72 / eAAC+   | Oui      |
| RSI Rete Tre         | Public | Écarté      | Stéréo | 64 / eAAC+   | Oui      |
| RTR Radio Rumantscha | Public | Écarté      | Stéréo | 72 / eAAC+   | Oui      |
| SRF 1 BE FR VS       | Public | Écarté      | Stéréo | 72 / eAAC+   | Oui      |
| SRF 2 Kultur         | Public | Écarté      | Stéréo | 96 / eAAC+   | Oui      |
| SRF 3                | Public | Écarté      | Stéréo | 64 / eAAC+   | Oui      |
| SRF 4 News           | Public | Écarté      | Stéréo | 56 / eAAC+   | Oui      |
| SRF Musikwelle       | Public | Écarté      | Stéréo | 64 / eAAC+   | Oui      |

#### Suisse alémanique(12C)
Diffusion sur le bloc 12C (227,360 MHz) de la SSR.
Zone de couverture: Cantons de Argovie, Appenzell, Bâle-Campagne, Bâle-Ville, Berne, Fribourg, Glaris, Grisons, Lucerne, Nidwald, Obwald, Saint-Gall, Schaffhouse, Schwytz, Soleure, Thurgovie, Uri, Valais et Zurich. Allemagne: Bade-Wurtemberg. Autriche: Voralberg.
| Station              | Type   | Emplacement | Mode   | Débit (kb/s) | Exclusif |
| -------------------- | ------ | ----------- | ------ | ------------ | -------- |
| SRF 1 AG SO          | Public | Local       | Stéréo | 64 / eAAC+   | Oui      |
| SRF 1 BE FR VS       | Public | Local       | Stéréo | 64 / eAAC+   | Oui      |
| SRF 1 BS             | Public | Local       | Stéréo | 64 / eAAC+   | Oui      |
| SRF 1 GR             | Public | Local       | Stéréo | 64 / eAAC+   | Oui      |
| SRF 1 LU             | Public | Local       | Stéréo | 64 / eAAC+   | Oui      |
| SRF 1 SG             | Public | Local       | Stéréo | 64 / eAAC+   | Oui      |
| SRF 1 ZH SH          | Public | Local       | Stéréo | 64 / eAAC+   | Oui      |
| SRF 2 Kultur         | Public | Local       | Stéréo | 96 / eAAC+   | Oui      |
| SRF 3                | Public | Local       | Stéréo | 72 / eAAC+   | Oui      |
| SRF 4 News           | Public | Local       | Stéréo | 56 / eAAC+   | Oui      |
| SRF Musikwelle       | Public | Local       | Stéréo | 72 / eAAC+   | Oui      |
| SRF Virus            | Public | Local       | Stéréo | 72 / eAAC+   | Oui      |
| Radio Swiss Pop      | Public | Local       | Stéréo | 64 / eAAC+   | Oui      |
| RTR Radio Rumantscha | Public | Local       | Stéréo | 72 / eAAC+   | Oui      |
| RTS La Première      | Public | Écarté      | Stéréo | 72 / eAAC+   | Oui      |
| RSI Rete Uno         | Public | Écarté      | Stéréo | 72 / eAAC+   | Oui      |

#### Suisse du sud (12A)
Diffusion sur le bloc 12A (223,936 MHz) de la SSR.
Zone de couverture: Canton du Tessin et Val Poschiavo.
| Station              | Type          | Emplacement  | Mode   | Débit (kb/s) | Exclusif |
| -------------------- | ------------- | ------------ | ------ | ------------ | -------- |
| RSI Rete Uno         | Public        | Local        | Stéréo | 72 / eAAC+   | Oui      |
| RSI Rete Due         | Public        | Local        | Stéréo | 96 / eAAC+   | Oui      |
| RSI Rete Tre         | Public        | Local        | Stéréo | 72 / eAAC+   | Oui      |
| RTR Radio Rumantscha | Public        | Local        | Stéréo | 72 / eAAC+   | Oui      |
| SRF 1 GR             | Public        | Écarté/Local | Stéréo | 72 / eAAC+   | Oui      |
| SRF 2 Kultur         | Public        | Écarté       | Stéréo | 72 / eAAC+   | Oui      |
| SRF 3                | Public        | Écarté       | Stéréo | 64 / eAAC+   | Oui      |
| SRF 4 News           | Public        | Écarté       | Stéréo | 48 / eAAC+   | Oui      |
| SRF Musikwelle       | Public        | Écarté       | Stéréo | 64 / eAAC+   | Oui      |
| Radio Swiss Classic  | Public        | Écarté       | Stéréo | 64 / eAAC+   | Oui      |
| Radio Swiss Jazz     | Public        | Écarté       | Stéréo | 64 / eAAC+   | Oui      |
| Radio Swiss Pop      | Public        | Écarté       | Stéréo | 64 / eAAC+   | Oui      |
| RTS La Première      | Public        | Écarté       | Stéréo | 72/ eAAC+    | Oui      |
| Couleur 3            | Public        | Écarté       | Stéréo | 56 / eAAC+   | Oui      |
| Option Musique       | Public        | Écarté       | Stéréo | 56 / eAAC+   | Oui      |
| Radio 3i             | Concessionnée | Local        | Stéréo | 64 / eAAC+   | Non      |
| Radio Ticino         | Concessionnée | Local        | Stéréo | 72 / eAAC+   | Non      |

#### Grisons(12D)
Diffusion sur le bloc 12D (229,072 MHz) de la SSR.
Zone de couverture: Canton des Grisons.
| Station              | Type       | Emplacement    | Mode   | Débit (kb/s) | Exclusif |
| -------------------- | ---------- | -------------- | ------ | ------------ | -------- |
| RTR Radio Rumantscha | Public     | Local          | Stéréo | 88 / eAAC+   | Oui      |
| SRF 1 GR             | Public     | National/Local | Stéréo | 80 / eAAC+   | Oui      |
| SRF 2 Kultur         | Public     | National       | Stéréo | 96 / eAAC+   | Oui      |
| SRF 3                | Public     | National       | Stéréo | 80 / eAAC+   | Oui      |
| SRF 4 News           | Public     | National       | Stéréo | 72 / eAAC+   | Oui      |
| SRF Musikwelle       | Public     | National       | Stéréo | 80 / eAAC+   | Oui      |
| SRF Virus            | Public     | National       | Stéréo | 80 / eAAC+   | Oui      |
| RSI Rete Uno         | Public     | National       | Stéréo | 72 / eAAC+   | Oui      |
| RSI Rete Due         | Public     | National       | Stéréo | 104 / eAAC+  | Oui      |
| RSI Rete Tre         | Public     | National       | Stéréo | 64 / eAAC+   | Oui      |
| Radio Swiss Classic  | Public     | National       | Stéréo | 96 / eAAC+   | Oui      |
| Radio Swiss Jazz     | Public     | National       | Stéréo | 80 / eAAC+   | Oui      |
| Radio Swiss Pop      | Public     | National       | Stéréo | 80 / eAAC+   | Oui      |
| RTS La Première      | Public     | Écarté         | Stéréo | 72 / eAAC+   | Oui      |
| Option Musique       | Public     | Écarté         | Stéréo | 64 / eAAC+   | Oui      |
| Radio Grischa        | Commerciel | Local          | Stéréo | 64 / eAAC+   | Non      |

### 2eréseau: radios privées régionales et stations SSR
Le premier ensemble de radios privées a commencé à émettre le 15 octobre 2009 en Suisse alémanique. Un ensemble similaire émet en Suisse romande depuis le 16 avril 2014. À l'heure actuelle rien n'est prévu en Suisse italienne.
Le 6 mars 2008, l'Office fédéral de la communication (OFCOM) a annoncé avoir octroyé la concession de radiocommunication à la société SwissMediaCast AG. La concession permet à cette société, composée des diffuseurs privés de radio numérique et de la SRG SSR idée suisse (SSR), d'utiliser les fréquences et d'exploiter l'infrastructure technique permettant la diffusion du premier ensemble de radios privées pour la Suisse alémanique.
Contrairement à l'offre de la SSR, les ensembles des radios privées seront diffusés dès le départ entièrement en norme DAB+ et pourront ainsi contenir théoriquement jusqu'à 18 radios. En Suisse alémanique, l'ensemble sera transmis sur le bloc 7D par SwissMediaCast. Cette société aura l'obligation de diffuser les huit radios qui ont obtenu une concession auprès de l'OFCOM ainsi que quelques radios de la SSR. La capacité restante pourra être attribuée librement par SwissMediaCast.
Les radios ayant obtenu une concession sont Lifechannel, Radio Inside, NRJ Zürich, NRJ Basel, Eviva, Top Two, Radio Top, Radio Sunshine, Radio 24, Radio 105, ERF Plus, SwissMountainHolidayRadio, Radio Maria, Radio Central, Radio Argovia, Espace 2, Option Musique, Rete Tre.
La situation est  la même pour le deuxième ensemble mixte privé/public en Suisse romande, qui émet depuis le 16 avril 2014. Les radios ayant obtenu une autorisation de l'OFCOM sont les suivantes : Lausanne FM, Rouge FM, One FM, Yes FM, RJB, RTN, RFJ, Rhône FM, Vertical, Radio FR, Radio FR music, GRIFF, Radio Chablais et Radio Maria. La SSR y diffuse deux radios : RSI Rete 3 et SRF Virus. Le projet de chaîne d'information en continu de la Radio Suisse Romande (RSR Info) a été abandonné pour raisons financières.

#### Deuxième bouquet romand (10B)
Diffusé depuis le 16 avril 2014 sur le bloc 10B (215,648 MHz) de Romandie Média SA.
Zone de couverture: Cantons de Fribourg, Genève, Jura, Neuchâtel, Valais et Vaud.
| Station                        | Type          | Emplacement | Mode   | Débit (kb/s) | Exclusif |
| ------------------------------ | ------------- | ----------- | ------ | ------------ | -------- |
| BNJ-Radio fréquence Jura       | Concessionnée | Local       | Stéréo | 72 / eAAC+   | Non      |
| BNJ-Radio Jura bernois         | Concessionnée | Local       | Stéréo | 72 / eAAC+   | Non      |
| BNJ-Radio Télévision Neuchâtel | Concessionnée | Local       | Stéréo | 72 / eAAC+   | Non      |
| Radio Chablais                 | Concessionnée | Local       | Stéréo | 72 / eAAC+   | Non      |
| Radio Fribourg                 | Concessionnée | Local       | Stéréo | 72 / eAAC+   | Non      |
| Rhône FM                       | Concessionnée | Local       | Stéréo | 72 / eAAC+   | Non      |
| GRRIF                          | Commerciel    | Local       | Stéréo | 72 / eAAC+   | Non      |
| LFM                            | Commerciel    | Local       | Stéréo | 72 / eAAC+   | Non      |
| One FM                         | Commerciel    | Local       | Stéréo | 72 / eAAC+   | Non      |
| Radio Lac                      | Commerciel    | Local       | Stéréo | 72 / eAAC+   | Non      |
| RadioFr. Fresh                 | Commerciel    | Local       | Stéréo | 72 / eAAC+   | Oui      |
| Rouge                          | Commerciel    | Local       | Stéréo | 72 / eAAC+   | Non      |
| Vertical                       | Commerciel    | Local       | Stéréo | 72 / eAAC+   | Oui      |
| Radio Maria SR                 | Religieux     | Local       | Stéréo | 72 / eAAC+   | Oui      |
| Radio R                        | Religieux     | Local       | Stéréo | 72 / eAAC+   | Oui      |

#### Deuxième bouquet alémanique (7D)
Diffusé depuis le 15 octobre 2009 sur le bloc 7D (194,064 MHz) de SwissMediaCast.
Zone de couverture: Cantons de Argovie, Appenzell, Bâle-Campagne, Bâle-Ville, Berne, Fribourg, Glaris, Grisons, Lucerne, Nidwald, Saint-Gall, Schaffhouse, Schwytz, Soleure, Thurgovie, Uri et Zurich. Allemagne: Bade-Wurtemberg. Autriche: Voralberg.
| Station         | Type             | Emplacement | Mode   | Débit (kb/s) | Exclusif |
| --------------- | ---------------- | ----------- | ------ | ------------ | -------- |
| RSI Rete Tre    | Public           | Écarté      | Stéréo | 64 / eAAC+   | Oui      |
| Radio Central   | Concessionnée    | Local       | Stéréo | 32 / eAAC+   | Non      |
| Radio Eviva     | Folklore         | Local       | Stéréo | 64 / eAAC+   | Oui      |
| Radio Melody    | Schlager & Rétro | Local       | Stéréo | 64 / eAAC+   | Oui      |
| Flashback FM    | Rétro            | Local       | Stéréo | 64 / eAAC+   | Oui      |
| Vintage Radio   | Rétro            | Local       | Stéréo | 64 / eAAC+   | Oui      |
| Radio 24        | Commerciel       | Local       | Stéréo | 64 / eAAC+   | Non      |
| Radio Argovia   | Commerciel       | Local       | Stéréo | 64 / eAAC+   | Non      |
| Radio Central 2 | Commerciel       | Local       | Stéréo | 32 / eAAC+   | Non      |
| Radio Pilatus   | Commerciel       | Local       | Stéréo | 64 / eAAC+   | Non      |
| Radio Top       | Commerciel       | Local       | Stéréo | 64 / eAAC+   | Non      |
| Radio Zürisee   | Commerciel       | Local       | Stéréo | 64 / eAAC+   | Non      |
| NRJ Basel       | Hits             | Local       | Stéréo | 64 / eAAC+   | Non      |
| NRJ Bern        | Hits             | Local       | Stéréo | 64 / eAAC+   | Non      |
| NRJ Zürich      | Hits             | Local       | Stéréo | 64 / eAAC+   | Non      |
| LifeChannel     | Religieux        | Local       | Stéréo | 64 / eAAC+   | Oui      |
| Radio Maria     | Religieux        | Local       | Stéréo | 64 / eAAC+   | Non      |
| ERF Plus        | Religieux        | Étranger    | Stéréo | 64 / eAAC+   | Oui      |

#### Deuxième bouquet tessinnois (8A)
Diffusion sur le bloc 8A (195,930 MHz) de DIGRIS.
Zone de couverture: Canton du Tessin.
| Station                             | Type                      | Emplacement | Mode   | Débit (kb/s) | Exclusif |
| ----------------------------------- | ------------------------- | ----------- | ------ | ------------ | -------- |
| Gwendalyn                           | Complémentaire            | Local       | Stéréo | 72 / eAAC+   | Oui      |
| Radio Morcote International         | Commerciel                | Local       | Stéréo | 72 / eAAC+   | Oui      |
| Radio Ticino Pop                    | Commerciel                | Local       | Stéréo | 72 / eAAC+   | Oui      |
| Positiva                            | Religieux                 | Local       | Stéréo | 72 / eAAC+   | Oui      |
| Radio Tell                          | Folklore                  | Écarté      | Stéréo | 72 / eAAC+   | Oui      |
| Open Broadcast                      | Non lucratif - Éclectique | Écarté      | Stéréo | 72 / eAAC+   | Oui      |
| Spoon Radio                         | Rock                      | Écarté      | Stéréo | 72 / eAAC+   | Oui      |
| MaXXima                             | Dance                     | Écarté      | Stéréo | 72 / eAAC+   | Oui      |
| my105 DJ Radio                      | Dance                     | Écarté      | Stéréo | 72 / eAAC+   | Oui      |
| IPmusic                             | Hits                      | Écarté      | Stéréo | 72 / eAAC+   | Oui      |
| Radio Italia (Solo Musica Italiana) | Italien                   | Étranger    | Stéréo | 72 / eAAC+   | Non      |
| Number One                          | Pop                       | Étranger    | Stéréo | 48 / eAAC+   | Non      |
| * RTO *                             | Pop                       | Étranger    | Stéréo | 72 / eAAC+   | Non      |
| One Dance                           | Dance                     | Étranger    | Stéréo | 48 / eAAC+   | Non      |
| Radio Studio Star                   | Hits                      | Étranger    | Stéréo | 72 / eAAC+   | Non      |
| Radio Maria IT                      | Religieux                 | Étranger    | Stéréo | 72 / eAAC+   | Non      |

### 3eréseau: radios privées et associatives et stations SSR par région

#### Suisse romande(10C)
Diffusion sur le bloc 10C (213,360 MHz) de DABCOM.
Zone de couverture: Cantons de Fribourg, Genève, Valais et Vaud.
| Station        | Type        | Emplacement | Mode   | Débit (kb/s)        | Exclusif |
| -------------- | ----------- | ----------- | ------ | ------------------- | -------- |
| Global Sport   | Sport       | Local       | Stéréo | 72 / xHE-AACv2+SBR  | Oui      |
| URBN           | Urbain      | Local       | Stéréo | 72 / xHE-AACv2+SBR  | Oui      |
| Rock Star      | Rock        | Local       | Stéréo | 72 / xHE-AACv2+SBR  | Oui      |
| Spoon Radio    | Rock        | Local       | Stéréo | 72 / xHE-AACv2+SBR  | Oui      |
| Yes FM         | Rétro       | Local       | Stéréo | 72 / xHE-AACv2+SBR  | Oui      |
| Kiss Collector | Commerciel  | Local       | Stéréo | 72 / xHE-AACv2+SBR  | Oui      |
| Lux Radio      | Commerciel  | Local       | Stéréo | 72 / xHE-AACv2+SBR  | Oui      |
| M La Radio     | Commerciel  | Local       | Stéréo | 128 / xHE-AACv2+SBR | Oui      |
| MaXXima        | Dance       | Local       | Stéréo | 80 / xHE-AACv2+SBR  | Oui      |
| IPmusic        | Hits        | Local       | Stéréo | 80 / xHE-AACv2+SBR  | Oui      |
| HopeRadio      | Religieux   | Local       | Stéréo | 72 / xHE-AACv2+SBR  | Oui      |
| Latina         | Cohésion    | Étranger    | Stéréo | 72 / xHE-AACv2+SBR  | Oui      |
| Jazz Radio CH  | Jazz & Soul | Étranger    | Stéréo | 72 / xHE-AACv2+SBR  | Oui      |
| Melody CH      | Rétro       | Étranger    | Stéréo | 72 / xHE-AACv2+SBR  | Oui      |
| Libre          | -           |             | ?      | ? / xHE-AACv2+SBR   | -        |
| Libre          | -           |             | ?      | ? / xHE-AACv2+SBR   | -        |

#### Suisse alémanique

##### Bouquet de la Suisse du nord (7A)
Diffusion sur le bloc 7A (188,928 MHz) de SwissMediaCast.
Zone de couverture: Cantons de Argovie, Appenzell, Bâle-Campagne, Bâle-Ville, Glaris, Grisons, Lucerne, Obwald, Saint-Gall, Schaffhouse, Schwytz, Soleure, Thurgovie, Uri et Zurich. Allemagne: Bade-Wurtemberg.
| Station             | Type       | Emplacement | Mode   | Débit (kb/s) | Exclusif |
| ------------------- | ---------- | ----------- | ------ | ------------ | -------- |
| Radio Swiss Classic | Public     | Local       | Stéréo | 64 / eAAC+   | Oui      |
| Radio Swiss Jazz    | Public     | Local       | Stéréo | 64 / eAAC+   | Oui      |
| Couleur 3           | Public     | Écarté      | Stéréo | 64 / eAAC+   | Oui      |
| Option Musique      | Public     | Écarté      | Stéréo | 64 / eAAC+   | Oui      |
| Thaalam Tamil 1     | Cohésion   | Local       | Stéréo | 64 / eAAC+   | Oui      |
| Schlager Radio      | Schlager   | Local       | Stéréo | 64 / eAAC+   | Oui      |
| Rockit Radio        | Rock       | Local       | Stéréo | 64 / eAAC+   | Oui      |
| Virgin Rock         | Rock       | Local       | Stéréo | 64 / eAAC+   | Oui      |
| Basilisk            | Commerciel | Local       | Stéréo | 64 / eAAC+   | Non      |
| FM 1                | Commerciel | Local       | Stéréo | 64 / eAAC+   | Non      |
| Radio 1             | Commerciel | Local       | Stéréo | 64 / eAAC+   | Non      |
| Radio Grischa       | Commerciel | Local       | Stéréo | 64 / eAAC+   | Non      |
| NRJ Luzern          | Hits       | Local       | Stéréo | 64 / eAAC+   | Oui      |
| Freundes-Dienst     | Religieux  | Local       | Stéréo | 64 / eAAC+   | Oui      |
| Radio Gloria        | Religieux  | Local       | Stéréo | 64 / eAAC+   | Oui      |
| Sunshine Radio      | Commerciel | National    | Stéréo | 64 / eAAC+   | Non      |
| Klassik Radio       | Classique  | Étranger    | Stéréo | 64 / eAAC+   | Oui      |
| Sunshine Live       | Dance      | Étranger    | Stéréo | 64 / eAAC+   | Oui      |

##### Bouquet bernois-fribourgeois-soleurois (8B)
Diffusion sur le bloc 8B (197,648 MHz) de SwissMediaCast.
Zone de couverture: Cantons de Berne, Fribourg et Soleure.
| Station             | Type           | Emplacement   | Mode   | Débit (kb/s) | Exclusif |
| ------------------- | -------------- | ------------- | ------ | ------------ | -------- |
| Couleur 3           | Public         | Suprarégional | Stéréo | 64 / eAAC+   | Oui      |
| Option Musique      | Public         | Suprarégional | Stéréo | 64 / eAAC+   | Oui      |
| Radio Swiss Classic | Public         | National      | Stéréo | 64 / eAAC+   | Oui      |
| Radio Swiss Jazz    | Public         | National      | Stéréo | 64 / eAAC+   | Oui      |
| Radio RaBe          | Complémentaire | Local         | Stéréo | 64 / eAAC+   | Non      |
| BeO                 | Concessionnée  | Local         | Stéréo | 64 / eAAC+   | Non      |
| Canal 3 D           | Concessionnée  | Local         | Stéréo | 64 / eAAC+   | Non      |
| neo 1 MEIN RADIO    | Concessionnée  | Local         | Stéréo | 64 / eAAC+   | Non      |
| Radio Freiburg      | Concessionnée  | Local         | Stéréo | 64 / eAAC+   | Non      |
| Radio 32            | Commerciel     | Local         | Stéréo | 64 / eAAC+   | Non      |
| Radio Bern 1        | Commerciel     | Local         | Stéréo | 64 / eAAC+   | Non      |
| Freundes-Dienst     | Religieux      | Régional      | Stéréo | 64 / eAAC+   | Oui      |
| Thaalam Tamil 1     | Cohésion       | Suprarégional | Stéréo | 64 / eAAC+   | Oui      |
| Virgin Rock         | Rock           | Suprarégional | Stéréo | 64 / eAAC+   | Oui      |
| NRJ Luzern          | Hits           | National      | Stéréo | 64 / eAAC+   | Oui      |
| Radio Gloria        | Religieux      | National      | Stéréo | 64 / eAAC+   | Oui      |

##### Bouquet de la Suisse orientale (9B)
Diffusion sur le bloc 9B (204,640 MHz) de SwissMediaCast.
Zone de couverture: Cantons de Appenzell, Grisons, Lucerne, Nidwald, Obwald, Saint-Gall, Schaffhouse, et Thurgovie. Allemagne: Bade-Wurtemberg. Autriche: Voralberg.
| Station             | Type          | Emplacement | Mode   | Débit (kb/s) | Exclusif |
| ------------------- | ------------- | ----------- | ------ | ------------ | -------- |
| Radio Swiss Classic | Public        | National    | Stéréo | 64 / eAAC+   | Oui      |
| Radio Swiss Jazz    | Public        | National    | Stéréo | 64 / eAAC+   | Oui      |
| Couleur 3           | Public        | Écarté      | Stéréo | 64 / eAAC+   | Oui      |
| Option Musique      | Public        | Écarté      | Stéréo | 64 / eAAC+   | Oui      |
| Radio Munot         | Concessionnée | Local       | Stéréo | 64 / eAAC+   | Non      |
| FM 1                | Commerciel    | Local       | Stéréo | 64 / eAAC+   | Non      |
| NRJ St. Gallen      | Hits          | Local       | Stéréo | 64 / eAAC+   | Oui      |
| Thaalam Tamil 1     | Cohésion      | National    | Stéréo | 64 / eAAC+   | Oui      |
| Virgin Rock         | Rock          | National    | Stéréo | 64 / eAAC+   | Oui      |
| Freundes-Dienst     | Religieux     | National    | Stéréo | 64 / eAAC+   | Oui      |
| Radio Gloria        | Religieux     | National    | Stéréo | 64 / eAAC+   | Oui      |
| Radio Liechtenstein | Public        | Étranger    | Stéréo | 64 / eAAC+   | Non      |
| Radio Vaterland     | Mixte         | Étranger    | Mono   | 32 / eAAC+   | Non      |

##### Bouquet haut-valaisan (11C)
Diffusion sur le bloc 11C (220,352 MHz) de SwissMediaCast.
Zone de couverture: Canton de Valais.
| Station             | Type          | Emplacement   | Mode   | Débit (kb/s) | Exclusif |
| ------------------- | ------------- | ------------- | ------ | ------------ | -------- |
| Couleur 3           | Public        | Régional      | Stéréo | 64 / eAAC+   | Oui      |
| Option Musique      | Public        | Régional      | Stéréo | 64 / eAAC+   | Oui      |
| Radio Swiss Classic | Public        | National      | Stéréo | 64 / eAAC+   | Oui      |
| Radio Swiss Jazz    | Public        | National      | Stéréo | 64 / eAAC+   | Oui      |
| rro Radio Rottu     | Concessionnée | Local         | Stéréo | 64 / eAAC+   | Non      |
| rro swiss melody    | Folklore      | Local         | Stéréo | 64 / eAAC+   | Oui      |
| rro müsig pur       | Commerciel    | Local         | Stéréo | 64 / eAAC+   | Oui      |
| Radio Maria         | Religieux     | Local         | Stéréo | 64 / eAAC+   | Oui      |
| Thaalam Tamil 1     | Cohésion      | Suprarégional | Stéréo | 64 / eAAC+   | Oui      |
| Vintage Radio       | Rétro         | Suprarégional | Stéréo | 64 / eAAC+   | Oui      |
| NRJ Bern            | Hits          | Suprarégional | Stéréo | 64 / eAAC+   | Non      |
| Freundes-Dienst     | Religieux     | Suprarégional | Stéréo | 64 / eAAC+   | Oui      |
| LifeChannel         | Religieux     | Suprarégional | Stéréo | 64 / eAAC+   | Oui      |

#### Suisse italienne(8C)
Diffusion sur le bloc 8C (199,360 MHz) de SwissMediaCast.
Zone de couverture: Canton du Tessin.
| Station           | Type        | Emplacement | Mode   | Débit (kb/s) | Exclusif |
| ----------------- | ----------- | ----------- | ------ | ------------ | -------- |
| Ellipticum        | Dance       | Local       | Stéréo | 64 / eAAC+   | Oui      |
| Thaalam Tamil 1   | Cohésion    | National    | Stéréo | 64 / eAAC+   | Oui      |
| Radio Grischa     | Commerciel  | National    | Stéréo | 64 / eAAC+   | Non      |
| Vintage Radio     | Rétro       | Écarté      | Stéréo | 64 / eAAC+   | Oui      |
| NRJ Zürich        | Hits        | Écarté      | Stéréo | 64 / eAAC+   | Non      |
| Freundes-Dienst   | Religieux   | Écarté      | Stéréo | 64 / eAAC+   | Oui      |
| 70-80             | Rétro       | Étranger    | Stéréo | 64 / eAAC+   | Oui      |
| Radio ByoBlu      | Information | Étranger    | Stéréo | 48 / eAAC+   | Oui      |
| Radio Studio Star | Hits        | Étranger    | Stéréo | 32 / eAAC+   | Non      |

### 4eréseau: local
Le 25 juin 2013, l'Office fédéral de la communication (OFCOM) annonce l'octroi d'une concession de radiocommunication à la société Digris AG, celle-ci concerne l'ensemble du territoire suisse et est destinée à permettre un accès à la diffusion numérique pour les stations de radio à petit budget.
Son déploiement a débuté le 2 mai 2014 avec la mise en route de l'îlot de diffusion genevois. Les îlots zurichois et lausannois ont suivi en août 2014 et novembre 2015. En 2016, Digris AG a créé des bouquets à Aarau, Winterthur-Schaffhouse, Lucerne-Nidwald, Bâle et en Valais. Douze autres régions sont prévues en 2017.
Ce réseau est basé sur la technologie open source mise en place par Opendigitalradio.

#### Suisse romande

##### Bouquet lausannois (8C)
Diffusé depuis le 26 novembre 2015 sur le bloc 8C (199,360 MHz) de DIGRIS,.
Zone de couverture: Canton de Vaud.
| Station                    | Type                        | Emplacement   | Mode   | Débit (kb/s) | Exclusif |
| -------------------------- | --------------------------- | ------------- | ------ | ------------ | -------- |
| RadioBus                   | Scolaire                    | Local         | Stéréo | 72 / eAAC+   | Oui      |
| Back2Noize Radio           | Non lucratif - Electronique | Local         | Stéréo | 48 / eAAC+   | Oui      |
| RedLine Radio              | Non lucratif - Pop          | Local         | Stéréo | 72 / eAAC+   | Oui      |
| Radio Vostok               | Complémentaire              | Régional      | Stéréo | 72 / eAAC+   | Oui      |
| World Radio Switzerland VD | Cohésion                    | Régional      | Stéréo | 48 / eAAC+   | Oui      |
| Magic Radio VD             | Mixte                       | Régional      | Stéréo | 72 / eAAC+   | Oui      |
| Classic Rock               | Rock                        | Régional      | Stéréo | 72 / eAAC+   | Oui      |
| Rock Ballads               | Rock                        | Régional      | Stéréo | 72 / eAAC+   | Oui      |
| LifeStyle 74               | Religieux                   | Régional      | Stéréo | 48 / eAAC+   | Non      |
| Positive                   | Religieux                   | Régional      | Stéréo | 72 / eAAC+   | Oui      |
| RADIO NET                  | Commerciel                  | Suprarégional | Stéréo | 72 / eAAC+   | Oui      |
| Ta Radio                   | Pop                         | Suprarégional | Stéréo | 72 / eAAC+   | Oui      |
| albradio ON AIR            | Cohésion                    | National      | Stéréo | 72 / eAAC+   | Oui      |
| Open Broadcast             | Non lucratif - Éclectique   | National      | Stéréo | 72 / eAAC+   | Oui      |
| Air Zen Radio              | Bien-être                   | Étranger      | Stéréo | 72 / eAAC+   | Oui      |
| Virgin Radio FR            | Rock                        | Étranger      | Stéréo | 72 / eAAC+   | Non      |
| La Radio Plus              | Commerciel                  | Étranger      | Stéréo | 72 / eAAC+   | Non      |

##### Bouquet neuchâtelois-yverdonnais (10A)
Diffusion sur le bloc 10A (209,936 MHz) de DIGRIS.
Zone de couverture: Cantons de Neuchâtel et Vaud.
| Station          | Type                        | Emplacement    | Mode   | Débit (kb/s) | Exclusif |
| ---------------- | --------------------------- | -------------- | ------ | ------------ | -------- |
| RadioBus         | Scolaire                    | Cantonal/Local | Stéréo | 72 / eAAC+   | Oui      |
| Ta Radio         | Pop                         | Local          | Stéréo | 72 / eAAC+   | Oui      |
| Back2Noize Radio | Non lucratif - Électronique | Cantonal       | Stéréo | 72 / eAAC+   | Oui      |
| RADIO NET        | Commerciel                  | Régional       | Stéréo | 72 / eAAC+   | Oui      |
| Viva FM          | Pop                         | Régional       | Stéréo | 72 / eAAC+   | Oui      |
| Open Broadcast   | Non lucratif - Éclectique   | National       | Stéréo | 72 / eAAC+   | Oui      |
| Classic Rock     | Rock                        | National       | Stéréo | 72 / eAAC+   | Oui      |
| Rock Ballads     | Rock                        | National       | Stéréo | 72 / eAAC+   | Oui      |
| Lifestyle 74     | Religieux                   | National       | Stéréo | 72 / eAAC+   | Non      |
| Positive         | Religieux                   | National       | Stéréo | 72 / eAAC+   | Oui      |

##### Bouquet genevois (10D)
Diffusé depuis le 2 mai 2014 sur le bloc 10D (215,078 MHz) de DIGRIS.
Zone de couverture: Cantons de Genève et Vaud.
| Station                             | Type                      | Emplacement   | Mode   | Débit (kb/s) | Exclusif |
| ----------------------------------- | ------------------------- | ------------- | ------ | ------------ | -------- |
| Radio Vostok                        | Complémentaire            | Local         | Stéréo | 72 / eAAC+   | Oui      |
| Geneva Latina                       | Cohésion                  | Local         | Stéréo | 48 / eAAC+   | Oui      |
| World Radio Switzerland GE          | Cohésion                  | Local         | Stéréo | 48 / eAAC+   | Oui      |
| Magic Radio GE                      | Mixte                     | Local         | Stéréo | 72 / eAAC+   | Oui      |
| Classic Rock                        | Rock                      | Local         | Stéréo | 72 / eAAC+   | Oui      |
| Rock Ballads                        | Rock                      | Local         | Stéréo | 72 / eAAC+   | Oui      |
| Positive                            | Religieux                 | Local         | Stéréo | 48 / eAAC+   | Oui      |
| Viva FM                             | Pop                       | Suprarégional | Stéréo | 72 / eAAC+   | Oui      |
| albradio ON AIR                     | Cohésion                  | National      | Stéréo | 48 / eAAC+   | Oui      |
| Open Broadcast                      | Non lucratif - Éclectique | National      | Stéréo | 48 / eAAC+   | Oui      |
| Air Zen Radio                       | Bien-être                 | Étranger      | Stéréo | 72 / eAAC+   | Oui      |
| Radio Italia (Solo Musica Italiana) | Italien                   | Étranger      | Stéréo | 72 / eAAC+   | Oui      |
| Sout Al Khaleej                     | Cohésion                  | Étranger      | Stéréo | 48 / eAAC+   | Oui      |
| Virgin Radio FR                     | Rock                      | Étranger      | Stéréo | 72 / eAAC+   | Non      |
| ODS Radio                           | Hits                      | Étranger      | Stéréo | 72 / eAAC+   | Oui      |
| Phare FM                            | Religieux                 | Étranger      | Stéréo | 48 / eAAC+   | Oui      |

##### Bouquet bas-valaisan (10D)
Diffusion sur le bloc 10D (215,078 MHz) de DIGRIS.
Zone de couverture: Canton de Valais.
| Station                    | Type                      | Emplacement    | Mode   | Débit (kb/s) | Exclusif |
| -------------------------- | ------------------------- | -------------- | ------ | ------------ | -------- |
| RadioBus                   | Scolaire                  | Régional/Local | Stéréo | 72 / eAAC+   | Oui      |
| Auborddeleau               | Non lucratif - Culture    | Local          | Stéréo | 48 / eAAC+   | Oui      |
| Agaune Radio               | Non lucratif - Pop        | Local          | Stéréo | 72 / eAAC+   | Oui      |
| Chablais URBAN             | Urbain                    | Local          | Stéréo | 72 / eAAC+   | Oui      |
| RADIO NET                  | Commerciel                | Local          | Stéréo | 72 / eAAC+   | Oui      |
| CM Radio                   | Hits                      | Local          | Stéréo | 72 / eAAC+   | Oui      |
| VIBRATION 108              | Hits                      | Local          | Stéréo | 72 / eAAC+   | Oui      |
| diis Radio                 | Non lucratif - Mixte      | Cantonal       | Stéréo | 72 / eAAC+   | Oui      |
| World Radio Switzerland VS | Cohésion                  | Suprarégional  | Stéréo | 48 / eAAC+   | Oui      |
| Classic Rock               | Rock                      | Suprarégional  | Stéréo | 72 / eAAC+   | Oui      |
| Rock Ballads               | Rock                      | Suprarégional  | Stéréo | 72 / eAAC+   | Oui      |
| Lifestyle 74               | Religieux                 | Suprarégional  | Stéréo | 48 / eAAC+   | Non      |
| Positive                   | Religieux                 | Suprarégional  | Stéréo | 72 / eAAC+   | Oui      |
| Radio Tell                 | Folklore                  | National       | Stéréo | 72 / eAAC+   | Oui      |
| Open Broadcast             | Non lucratif - Éclectique | Écarté         | Stéréo | 72 / eAAC+   | Oui      |

#### Suisse alémanique

##### Bouquet argovien-oltenien (5D)
Diffusion sur le bloc 5D (180,064 MHz) de DIGRIS.
Zone de couverture: Cantons de Argovie et Soleure.
| Station         | Type                      | Emplacement   | Mode   | Débit (kb/s) | Exclusif |
| --------------- | ------------------------- | ------------- | ------ | ------------ | -------- |
| Kanal K         | Complémentaire            | Local         | Stéréo | 72 / eAAC+   | Non      |
| albradio ON AIR | Cohésion                  | Local         | Stéréo | 72 / eAAC+   | Oui      |
| Radio2Go        | Pop                       | Local         | Stéréo | 72 / eAAC+   | Oui      |
| LoRa            | Complémentaire            | Suprarégional | Stéréo | 72 / eAAC+   | Non      |
| Radio Tell      | Folklore                  | Suprarégional | Stéréo | 72 / eAAC+   | Oui      |
| Open Broadcast  | Non lucratif - Éclectique | Suprarégional | Stéréo | 72 / eAAC+   | Oui      |
| my105 DJ Radio  | Dance                     | Suprarégional | Stéréo | 72 / eAAC+   | Oui      |
| Kontrafunk      | Information               | Suprarégional | Stéréo | 48 / eAAC+   | Oui      |
| Jam On Radio    | Non lucratif - Urbain     | National      | Stéréo | 72 / eAAC+   | Oui      |
| IPmusic         | Hits                      | National      | Stéréo | 72 / eAAC+   | Oui      |
| Spoon Radio     | Rock                      | Écarté        | Stéréo | 72 / eAAC+   | Oui      |
| MaXXima         | Dance                     | Écarté        | Stéréo | 72 / eAAC+   | Oui      |
| Positive        | Religieux                 | Écarté        | Stéréo | 72 / eAAC+   | Oui      |

##### Bouquet winterthourois-schaffhousien (5D)
Diffusion sur le bloc 5D (180,064 MHz) de DIGRIS.
Zone de couverture: Cantons de Schaffhouse et Zurich.
| Station           | Type                      | Emplacement         | Mode   | Débit (kb/s) | Exclusif |
| ----------------- | ------------------------- | ------------------- | ------ | ------------ | -------- |
| Radio RaSa        | Complémentaire            | Local               | Stéréo | 72 / eAAC+   | Non      |
| Stadtfilter       | Complémentaire            | Local               | Stéréo | 72 / eAAC+   | Non      |
| power_up          | Éducatif                  | Suprarégional/Local | Stéréo | 72 / eAAC+   | Non      |
| Radio4TNG         | Jeunesse                  | Local               | Stéréo | 72 / eAAC+   | Oui      |
| LoRa              | Complémentaire            | Cantonal            | Stéréo | 72 / eAAC+   | Non      |
| Open Broadcast    | Non lucratif - Éclectique | Cantonal            | Stéréo | 72 / eAAC+   | Oui      |
| my105 DJ Radio    | Dance                     | Cantonal            | Stéréo | 72 / eAAC+   | Oui      |
| Kontrafunk        | Information               | Régional            | Stéréo | 48 / eAAC+   | Oui      |
| Radio Tell        | Folklore                  | National            | Stéréo | 48 / eAAC+   | Oui      |
| albradio ON AIR   | Cohésion                  | National            | Stéréo | 72 / eAAC+   | Oui      |
| Spoon Radio       | Rock                      | Écarté              | Stéréo | 72 / eAAC+   | Oui      |
| IPmusic           | Hits                      | Écarté              | Stéréo | 72 / eAAC+   | Oui      |
| Positive          | Religieux                 | Écarté              | Stéréo | 72 / eAAC+   | Oui      |
| Sout Al Khaalej   | Cohésion                  | Étranger            | Stéréo | 48 / eAAC+   | Oui      |
| Radio Bollerwagen | Hits                      | Étranger            | Stéréo | 72 / eAAC+   | Oui      |

##### Bouquet de l'Oberland bernois (6A)
Diffusion sur le bloc 6A (181,936 MHz) de DIGRIS.
Zone de couverture: Canton de Berne.
| Station         | Type                      | Emplacement   | Mode   | Débit (kb/s) | Exclusif |
| --------------- | ------------------------- | ------------- | ------ | ------------ | -------- |
| Sunradio - BiM  | Non lucratif - Pop        | Local         | Stéréo | 72 / eAAC+   | Oui      |
| Radio Tell      | Folklore                  | Cantonal      | Stéréo | 72 / eAAC+   | Oui      |
| albradio ON AIR | Cohésion                  | Suprarégional | Stéréo | 72 / eAAC+   | Oui      |
| Open Broadcast  | Non lucratif - Éclectique | Suprarégional | Stéréo | 72 / eAAC+   | Oui      |
| my105 DJ Radio  | Dance                     | Suprarégional | Stéréo | 72 / eAAC+   | Oui      |
| Kontrafunk      | Information               | Suprarégional | Stéréo | 48 / eAAC+   | Oui      |
| Spoon Radio     | Rock                      | Écarté        | Stéréo | 72 / eAAC+   | Oui      |
| MaXXima         | Dance                     | Écarté        | Stéréo | 72 / eAAC+   | Oui      |
| IPmusic         | Hits                      | Écarté        | Stéréo | 72 / eAAC+   | Oui      |
| Positive        | Religieux                 | Écarté        | Stéréo | 72 / eAAC+   | Oui      |
| DLF             | Public                    | Étranger      | Stéréo | 48 / eAAC+   | Oui      |
| DLF Kultur      | Public                    | Étranger      | Stéréo | 48 / eAAC+   | Oui      |
| DLF Nova        | Public                    | Étranger      | Stéréo | 48 / eAAC+   | Oui      |

##### Bouquet de la Suisse du sud-est (8B)
Diffusion sur le bloc 8B (197,648 MHz) de DIGRIS.
Zone de couverture: Cantons des Grisons et Saint-Gall.
| Station           | Type                      | Emplacement   | Mode   | Débit (kb/s) | Exclusif |
| ----------------- | ------------------------- | ------------- | ------ | ------------ | -------- |
| Drift.FM          | Country & Rock            | Local         | Stéréo | 72 / eAAC+   | Oui      |
| Radio Tell        | Folklore                  | Suprarégional | Stéréo | 72 / eAAC+   | Oui      |
| Radio2Go          | Pop                       | Suprarégional | ?      | ? / eAAC+    | Oui      |
| Open Broadcast    | Non lucratif - Éclectique | National      | Stéréo | 72 / eAAC+   | Oui      |
| Spoon Radio       | Rock                      | Écarté        | Stéréo | 72 / eAAC+   | Oui      |
| MaXXima           | Dance                     | Écarté        | Stéréo | 72 / eAAC+   | Oui      |
| IPmusic           | Hits                      | Écarté        | Stéréo | 72 / eAAC+   | Oui      |
| Positive          | Religieux                 | Écarté        | Stéréo | 72 / eAAC+   | Oui      |
| DLF               | Public                    | Étranger      | Stéréo | 72 / eAAC+   | Oui      |
| DLF Kultur        | Public                    | Étranger      | Stéréo | 72 / eAAC+   | Oui      |
| DLF Nova          | Public                    | Étranger      | Stéréo | 72 / eAAC+   | Oui      |
| Radio Bollerwagen | Hits                      | Étranger      | Stéréo | 72 / eAAC+   | Oui      |

##### Bouquet haut-valaisan (9D)
Diffusion sur le bloc 9D (208,064 MHz) de DIGRIS.
Zone de couverture: Canton de Valais.
| Station        | Type                      | Emplacement   | Mode   | Débit (kb/s) | Exclusif |
| -------------- | ------------------------- | ------------- | ------ | ------------ | -------- |
| diis Radio     | Non lucratif - Mixte      | Local         | Stéréo | 72 / eAAC+   | Oui      |
| RADIO NET      | Commerciel                | Cantonal      | Stéréo | 72 / eAAC+   | Oui      |
| Radio Tell     | Folklore                  | Régional      | Stéréo | 48 / eAAC+   | Oui      |
| Open Broadcast | Non lucratif - Éclectique | Suprarégional | Stéréo | 72 / eAAC+   | Oui      |
| Spoon Radio    | Rock                      | Suprarégional | Stéréo | 72 / eAAC+   | Oui      |
| MaXXima        | Dance                     | Suprarégional | Stéréo | 72 / eAAC+   | Oui      |
| IPmusic        | Hits                      | Suprarégional | Stéréo | 72 / eAAC+   | Oui      |
| Positive       | Religieux                 | Suprarégional | Stéréo | 72 / eAAC+   | Oui      |
| Radio Gloria   | Religieux                 | National      | Stéréo | 72 / eAAC+   | Oui      |
| DLF            | Public                    | Étranger      | Stéréo | 48 / eAAC+   | Oui      |
| DLF Kultur     | Public                    | Étranger      | Stéréo | 48 / eAAC+   | Oui      |
| DLF Nova       | Public                    | Étranger      | Stéréo | 48 / eAAC+   | Oui      |
| * RTO *        | Pop                       | Étranger      | Stéréo | 72 / eAAC+   | Oui      |

##### Bouquet saint-gallois (9D)
Diffusion sur le bloc 9D (208,064 MHz) de DIGRIS.
Zone de couverture: Canton de Saint-Gall.
| Station           | Type                      | Emplacement   | Mode   | Débit (kb/s) | Exclusif |
| ----------------- | ------------------------- | ------------- | ------ | ------------ | -------- |
| toxic.fm          | Complémentaire            | Local         | Stéréo | 72 / eAAC+   | Non      |
| power_up          | Éducatif                  | Local         | Stéréo | 72 / eAAC+   | Non      |
| Kontrafunk        | Information               | Régional      | Stéréo | 72 / eAAC+   | Oui      |
| Stadtfilter       | Complémentaire            | Suprarégional | Stéréo | 72 / eAAC+   | Non      |
| Radio Tell        | Folklore                  | Suprarégional | Stéréo | 72 / eAAC+   | Oui      |
| albradio ON AIR   | Cohésion                  | Suprarégional | Stéréo | 72 / eAAC+   | Oui      |
| Open Broadcast    | Non lucratif - Éclectique | Suprarégional | Stéréo | 72 / eAAC+   | Oui      |
| my105 DJ Radio    | Dance                     | Suprarégional | Stéréo | 72 / eAAC+   | Oui      |
| Spoon Radio       | Rock                      | National      | Stéréo | 72 / eAAC+   | Oui      |
| MaXXima           | Dance                     | National      | Stéréo | 72 / eAAC+   | Oui      |
| IPmusic           | Hits                      | National      | Stéréo | 72 / eAAC+   | Oui      |
| Positive          | Religieux                 | National      | Stéréo | 72 / eAAC+   | Oui      |
| Radio Bollerwagen | Hits                      | Étranger      | Stéréo | 72 / eAAC+   | Oui      |

##### Bouquet zurichois (9D)
Diffusion sur le bloc 9D (208,064 MHz) de DIGRIS.
Zone de couverture: Canton de Zurich.
| Station         | Type                      | Emplacement   | Mode   | Débit (kb/s) | Exclusif |
| --------------- | ------------------------- | ------------- | ------ | ------------ | -------- |
| LoRa            | Complémentaire            | Local         | Stéréo | 72 / eAAC+   | Non      |
| GDS.FM          | Non lucratif - Éclectique | Local         | Stéréo | 72 / eAAC+   | Oui      |
| Open Broadcast  | Non lucratif - Éclectique | Local         | Stéréo | 72 / eAAC+   | Oui      |
| Suisse Podcast  | Podcast                   | Local         | Stéréo | 72 / eAAC+   | Oui      |
| Rundfunk.fm     | Éclectique                | Local         | Stéréo | 72 / eAAC+   | Oui      |
| my105 DJ Radio  | Dance                     | Local         | Stéréo | 72 / eAAC+   | Oui      |
| Stadtfilter     | Complémentaire            | Cantonal      | Stéréo | 72 / eAAC+   | Non      |
| Radio ZüriLeu   | Hits                      | Cantonal      | Stéréo | 48 / eAAC+   | Oui      |
| 3fach           | Complémentaire            | Suprarégional | Stéréo | 72 / eAAC+   | Non      |
| Kanal K         | Complémentaire            | Suprarégional | Stéréo | 72 / eAAC+   | Non      |
| Radio X         | Complémentaire            | Suprarégional | Stéréo | 72 / eAAC+   | Non      |
| Radio4TNG       | Jeunesse                  | Suprarégional | Stéréo | 72 / eAAC+   | Non      |
| albradio ON AIR | Cohésion                  | Suprarégional | Stéréo | 48 / eAAC+   | Oui      |
| diis Radio      | Non lucratif - Mixte      | Suprarégional | Stéréo | 72 / eAAC+   | Oui      |
| Spoon Radio     | Rock                      | National      | Stéréo | 72 / eAAC+   | Oui      |
| Positive        | Religieux                 | National      | Stéréo | 72 / eAAC+   | Oui      |
| Sout Al Khaalaj | Cohésion                  | Étranger      | Stéréo | 48 / eAAC+   | Oui      |
| Rock Antenne    | Rock                      | Étranger      | Stéréo | 48 / eAAC+   | Oui      |

##### Bouquet de la Suisse centrale (10A)
Diffusion sur le bloc 10A (209,936 MHz) de DIGRIS.
Zone de couverture: Cantons de Lucerne, Nidwald et Zoug.
| Station         | Type                      | Emplacement | Mode   | Débit (kb/s) | Exclusif |
| --------------- | ------------------------- | ----------- | ------ | ------------ | -------- |
| 3fach           | Complémentaire            | Local       | Stéréo | 72 / eAAC+   | Non      |
| Jam On Radio    | Non lucratif - Urbain     | Local       | Stéréo | 72 / eAAC+   | Oui      |
| Spitalradio LuZ | Non lucratif - Pop rock   | Local       | Stéréo | 72 / eAAC+   | Oui      |
| James FM        | Pop                       | Local       | Stéréo | 72 / eAAC+   | Oui      |
| Lozärn          | Hits                      | Local       | Stéréo | 72 / eAAC+   | Oui      |
| LoRa            | Complémentaire            | National    | Stéréo | 72 / eAAC+   | Non      |
| Radio Tell      | Folklore                  | National    | Stéréo | 48 / eAAC+   | Oui      |
| albradio ON AIR | Cohésion                  | National    | Stéréo | 72 / eAAC+   | Oui      |
| Open Broadcast  | Non lucratif - Éclectique | National    | Stéréo | 72 / eAAC+   | Oui      |
| my105 DJ Radio  | Dance                     | National    | Stéréo | 72 / eAAC+   | Oui      |
| Kontrafunk      | Information               | National    | Stéréo | 48 / eAAC+   | Oui      |
| Spoon Radio     | Rock                      | Écarté      | Stéréo | 72 / eAAC+   | Oui      |
| MaXXima         | Dance                     | Écarté      | Stéréo | 72 / eAAC+   | Oui      |
| IPmusic         | Hits                      | Écarté      | Stéréo | 72 / eAAC+   | Oui      |
| Positive        | Religieux                 | Écarté      | Stéréo | 72 / eAAC+   | Oui      |

##### Bouquet bernois-fribourgeois (10A)
Diffusion sur le bloc 10A (209,936 MHz) de DIGRIS.
Zone de couverture: Cantons de Berne et Fribourg.
| Station                             | Type                      | Emplacement   | Mode   | Débit (kb/s) | Exclusif |
| ----------------------------------- | ------------------------- | ------------- | ------ | ------------ | -------- |
| Radio Tell                          | Folklore                  | Local         | Stéréo | 72 / eAAC+   | Oui      |
| Viva FM                             | Pop                       | Local         | Stéréo | 72 / eAAC+   | Oui      |
| Radio-Sense                         | Information               | Local         | Stéréo | 72 / eAAC+   | Oui      |
| Open Broadcast                      | Non lucratif - Éclectique | Suprarégional | Stéréo | 72 / eAAC+   | Oui      |
| Spoon Radio                         | Rock                      | Suprarégional | Stéréo | 72 / eAAC+   | Oui      |
| MaXXima                             | Dance                     | Suprarégional | Stéréo | 48 / eAAC+   | Oui      |
| my105 DJ Radio                      | Dance                     | Suprarégional | Stéréo | 72 / eAAC+   | Oui      |
| IPmusic                             | Hits                      | Suprarégional | Stéréo | 72 / eAAC+   | Oui      |
| Positive                            | Religieux                 | Suprarégional | Stéréo | 72 / eAAC+   | Oui      |
| DLF                                 | Public                    | Étranger      | Stéréo | 48 / eAAC+   | Oui      |
| DLF Kultur                          | Public                    | Étranger      | Stéréo | 48 / eAAC+   | Oui      |
| DLF Nova                            | Public                    | Étranger      | Stéréo | 48 / eAAC+   | Oui      |
| Radio Italia (Solo Musica Italiana) | Italien                   | Étranger      | Stéréo | 72 / eAAC+   | Oui      |

##### Bouquet bâlois (10A)
Diffusion sur le bloc 10A (209,936 MHz) de DIGRIS.
Zone de couverture: Canton de Bâle-Ville.
| Station         | Type                      | Emplacement   | Mode   | Débit (kb/s) | Exclusif |
| --------------- | ------------------------- | ------------- | ------ | ------------ | -------- |
| Radio X         | Complémentaire            | Local         | Stéréo | 72 / eAAC+   | Non      |
| Happy Radio     | Non lucratif - Pop        | Local         | Stéréo | 48 / eAAC+   | Oui      |
| albradio ON AIR | Cohésion                  | Régional      | Stéréo | 72 / eAAC+   | Oui      |
| Open Broadcast  | Non lucratif - Éclectique | Suprarégional | Stéréo | 72 / eAAC+   | Oui      |
| my105 DJ Radio  | Dance                     | Suprarégional | Stéréo | 72 / eAAC+   | Oui      |
| Radio Tell      | Folklore                  | National      | Stéréo | 48 / eAAC+   | Oui      |
| Spoon Radio     | Rock                      | Écarté        | Stéréo | 72 / eAAC+   | Oui      |
| MaXXima         | Dance                     | Écarté        | Stéréo | 72 / eAAC+   | Oui      |
| IPmusic         | Hits                      | Écarté        | Stéréo | 72 / eAAC+   | Oui      |
| Positive        | Religieux                 | Écarté        | Stéréo | 72 / eAAC+   | Oui      |
| Phare FM        | Religieux                 | Étranger      | Stéréo | 72 / eAAC+   | Oui      |

##### Bouquet biennois-soleurois (10D)
Diffusion sur le bloc 10D (215,072 MHz) de DIGRIS.
Zone de couverture: Cantons de Berne et Soleure.
| Station        | Type                      | Emplacement   | Mode   | Débit (kb/s) | Exclusif |
| -------------- | ------------------------- | ------------- | ------ | ------------ | -------- |
| RadioLogisch   | Jeunesse                  | Local         | Stéréo | 72 / eAAC+   | Non      |
| Radio Tell     | Folklore                  | Cantonal      | Stéréo | 48 / eAAC+   | Oui      |
| Sunradio - BiM | Non lucratif - Pop        | Cantonal      | Stéréo | 72 / eAAC+   | Oui      |
| Open Broadcast | Non lucratif - Éclectique | Suprarégional | Stéréo | 72 / eAAC+   | Oui      |
| my105 DJ Radio | Dance                     | Suprarégional | Stéréo | 72 / eAAC+   | Oui      |
| Spoon Radio    | Rock                      | National      | Stéréo | 72 / eAAC+   | Oui      |
| MaXXima        | Dance                     | National      | Stéréo | 48 / eAAC+   | Oui      |
| Positive       | Religieux                 | National      | Stéréo | 72 / eAAC+   | Oui      |
| DLF            | Public                    | Étranger      | Stéréo | 48 / eAAC+   | Oui      |
| DLF Kultur     | Public                    | Étranger      | Stéréo | 48 / eAAC+   | Oui      |
| DLF Nova       | Public                    | Étranger      | Stéréo | 48 / eAAC+   | Oui      |